# Theodor Pola
Theodor Pola (5. února 1922 Vávrovice – 9. září 1974 Praha) byl československý partyzánský velitel v období druhé světové války.

## Život

### Před druhou světovou válkou
Theodor Pola se narodil 5. února 1922 ve Vávrovicích u Opavy v rodině Josefa Poly a Anny, rozené Gebauerové. Studoval na opavské průmyslové škole.

### Druhá světová válka
V roce 1941 pracoval Theodor Pola jako dělník. V polovině roku 1942 byl zaměstnán u německé stavební firmy, která působila i na okupovaných sovětských územích. V červenci 1942 tam byl vyslán i Theodor Pola, který toho v únoru 1943 využil k přeběhnutí k běloruským partyzánům generála Děkana. Po přechodu fronty se 20. prosince 1943 přihlásil do 1. československé samostatné brigády. Vzhledem ke svým zkušenostem byl odvelen ke 2. československé paradesantní brigádě do Jefremova a přidělen k rotě Zvláštního určení. Absolvoval kurz partyzánských velitelů a parakurz, následně byl ustanoven velitelem zpravodajsko-organizátorského výsadku vysazeného v noci z 27. na 28. srpna 1944 u Sklabiné. Zde začali členové výsadku organizovat partyzánskou brigádu Jana Žižky, od listopadu 1944 partyzánského svazku Jana Žižky. Pod Polovým velením se jednotka na přelomu září a října 1944 vydala na průzkumnou operaci směrem k hranicím Protektorátu Čechy a Morava s cílem rozšířit působnost až na území Moravy. Přechod se nezdařil a jednotka musela ustoupit. Přechod fronty jej zastihl na začátku dubna 1945 v oblasti Turce.

### Po druhé světové válce
Po skončení druhé světové války se Theodor Pola stal vojákem z povolání a sloužil u samopalné roty pěšího pluku 15 ve Falknově. V polovině května byl ustanoven nádražním velitelem pro odsun německého obyvatelstva v Tršnicích. Poté absolvoval aplikační školu pro nižší důstojníky v Milovicích a vrátil se k činné službě ve Falknově. Zemřel 9. září 1974 v Praze.

## Vyznamenání
- 1945 Řád Slovenského národního povstání I. stupně
- 1946 Československý válečný kříž 1939
- 1946 Řád vlastenecké války
- 1957 Řád rudé hvězdy (SSSR)